# Nike, Inc.
Nike, Inc (proglašena NY-key) (IPA: / ɪ na koji /) je glavna,javna tvrtka sportske odjeće i opreme,sa sjedištem u SAD-u. Tvrtka je smještena u gradskoj mreži grada Portlanda, u Oregonu, u blizini Beavertona, te je vodeći svjetski dobavljač športske obuće, odjeće i opreme s prihodom većim od $ 16 milijardi u 2007. U 2008, u Nike je zaposleno preko 60000 ljudi širom svijeta. 
Tvrtka je osnovana 1964. kao Blue Ribbon Sport od strane Billa Bowermana, Philipa Knighta, a službeno je postao Nike, Inc 1978. Tvrtka je dobila ime po grčkoj božici pobjede. Nike ima razna tržišta sa svojim proizvodima pod vlastitim brandom kao Nike Golf, Nike Pro, Nike + Air Jordan, Nike Skateboarding, Team Starter, uključujući i podružnice Cole Haan, Hurley International, Umbro i ostale. Nike je također u vlasništvu tvrtke Bauer Hockey (kasnije preimenovana Nike Bauer) između 1995 i 2008. Pored proizvodnje sportske odjeće i opreme, tvrtka posluje i s maloprodajnim prodavaonicama pod imenom Niketown. Nike je sponzor mnogim velikim sportašima i sportskim momčadima širom svijeta, sa sloganom te vrlo priznate robne marke „Samo to učini.” (engleski: Just do it.). 